# Себси

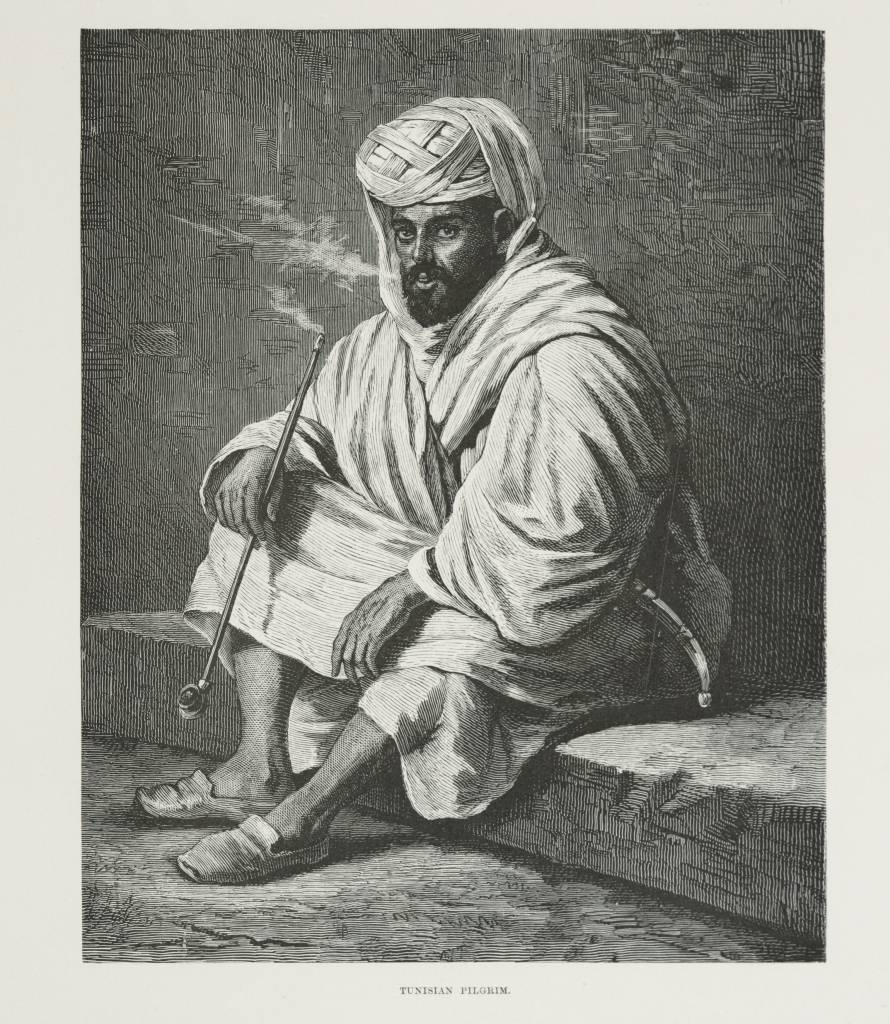
Тунисец, курящий себси. Рисунок Шённ, Алоис для книги Георга Эберса

Себси или сибси (араб. سبسي‎, бербер.: ⵙⴱⵙⵉ) — курительная трубка, применяемая в странах Магриба
Это трубка с тонким мундштуком из твёрдой древесины длиной около 20—40 сантиметров и небольшой чашечки из глины. Объём чашечки обычно составляет около одного кубического сантиметра, что позволяет сделать две — три затяжки. Деревянная часть трубки обычно изготавливается из таких видов древесины, как кустарниковый жасмин, олеандр или калина лавролистная; трубка часто используется для курения гашиша. Этот вид трубки появился на территории современного Марокко, а затем распространился по всему арабоязычному южному и восточному побережью Средиземного моря, а также на Балканском полуострове.
При дворе тунисских беев одной из самых желанных придворных должностей была должность хранителя трубки, который готовил её для сложной церемонии совместного курения. Эта должность называлась каид-себси или каид-эс-себси (эссебси на тунисском варианте арабского языка).